# Sisyrinchium luzula
Sisyrinchium luzula là một loài thực vật có hoa trong họ Diên vĩ. Loài này được Klotzsch ex Klatt miêu tả khoa học đầu tiên năm 1861.